# 1950 en photographie
| Années de la photographie : 1947 - 1948 - 1949 - 1950 - 1951 - 1952 - 1953    |
| Décennies de la photographie : 1920 - 1930 - 1940 - 1950 - 1960 - 1970 - 1980 |

Cet article présente les faits marquants de l'année 1950 en photographie.

## Évènements
- mars : création du magazine de photographie japonais Nippon Camera à Tokyo.
- Création de la Société des photographes professionnels du Japon (SPJ) à Tokyo.
- Redécouverte et mise en valeur des 3 500 négatifs sur plaque de verre  de la photographe amatrice américaine Alice Austen, âgée de 84 ans, conservés par la Société historique de Staten Island[1].
- Le reportage photographique de Marcel Ichac consacré à la conquête de l'Annapurna, joint au récit exclusif des membres de l'expédition, relance les ventes du magazine français Paris Match[2]
- Commercialisation de l'appareil photographique Nikon S par la société Nikon.
- Création de l' entreprise japonaise Tamron spécialisée dans la fabrication d'objectifs photographiques et de différents composants optiques.

## Photographies notables
- Robert Doisneau : 
  - Le Baiser de l'hôtel de ville[3].
  - Amoureux aux oranges, rue Mazarine : commande pour le magazine américain Life, elle fait partie d’une série L'Amour à Paris, au printemps, réalisée avec des figurants[4].
- Elliott Erwitt, USA. North Carolina (ou Segregated Water Fountains) montrant un homme buvant au robinet en Caroline du Nord dans des toilettes divisées par la ségrégation raciale.
- La photographe turque Semiha Es et son mari le journaliste Hikmet Feridun Es (tr) couvrent comme correspondants de guerre pour le journal Hürriyet l'implication de la brigade turque dans la guerre de Corée jusqu'en 1953[5]

Photographie no 1 de McMinnville.

- 11 mai : les deux photographies de McMinnville présentées comme celles d'un objet volant non identifié (ovni) présumé, prises par un agriculteur, Paul Trent, sur son exploitation près de McMinnville, dans l'Oregon, au Nord-Ouest des États-Unis.

## Livres de photographie
- Raymond Burnier, Visages de l'Inde médiévale. 79 photographies originales, préface de Shiva Sharan, Paris, La Palme.
- Izis, Paris des rêves (75 photographies), Lausanne, La Guilde du Livre.
- Thérèse Le Prat,  Visages d'acteurs (préface de René Grousset ; texte de Philippe Stern), Paris, Arts et métiers graphiques, 6 p. - 48 ff.
- Richard Peter, Eine Kamera Klagt an [Un appareil photographique accuse], Dresde, Dresdener Verlagsgesellschaft : photographies des ruines de Dresde après les bombardements de 1945.
- Paul Strand, Time in New England, textes de Nancy Newhall, New York, Oxford University Press, 248 p.
- Ylla, Des bêtes, texte de Jacques Prévert, conception graphique Pierre Faucheux, Paris, N.R.F. (coll. « Le Point du Jour »), 1950, 31 p.[N 1]

## Expositions
- 24 janvier - 19 mars : Photographs of Picasso by Gjon Mili and by Robert Capa, Museum of Modern Art, New York[7],[8].
- 20 février - 3 mars : Photographies d'Edward Weston, Ambassade des Etats-Unis, Paris.
- mai : début de l'exposition par Kodak de photographies publicitaires sur le balcon intérieur de la gare de Grand Central à New York : ces coloramas de grande dimension, renouvelés toutes les 3 semaines, mettent en scène les produits Kodak dans des contextes et des décors symboliques de la culture et du mode de vie américain ; l'opération dure jusqu'en février 1990[9].

## Festivals et  et congrès photographiques
- 1re édition du salon de la photographie photokina à Cologne sous le nom Photo- und Kino-Ausstellung, créé à l'initiative du président de la Deutscher Verband für Fotografie, Bruno Uhl ; il prend son nom actuel en 1951[10].
- 5e Salon national de la photographie, Bibliothèque nationale, Paris[11],[12].

## Prix et récompenses

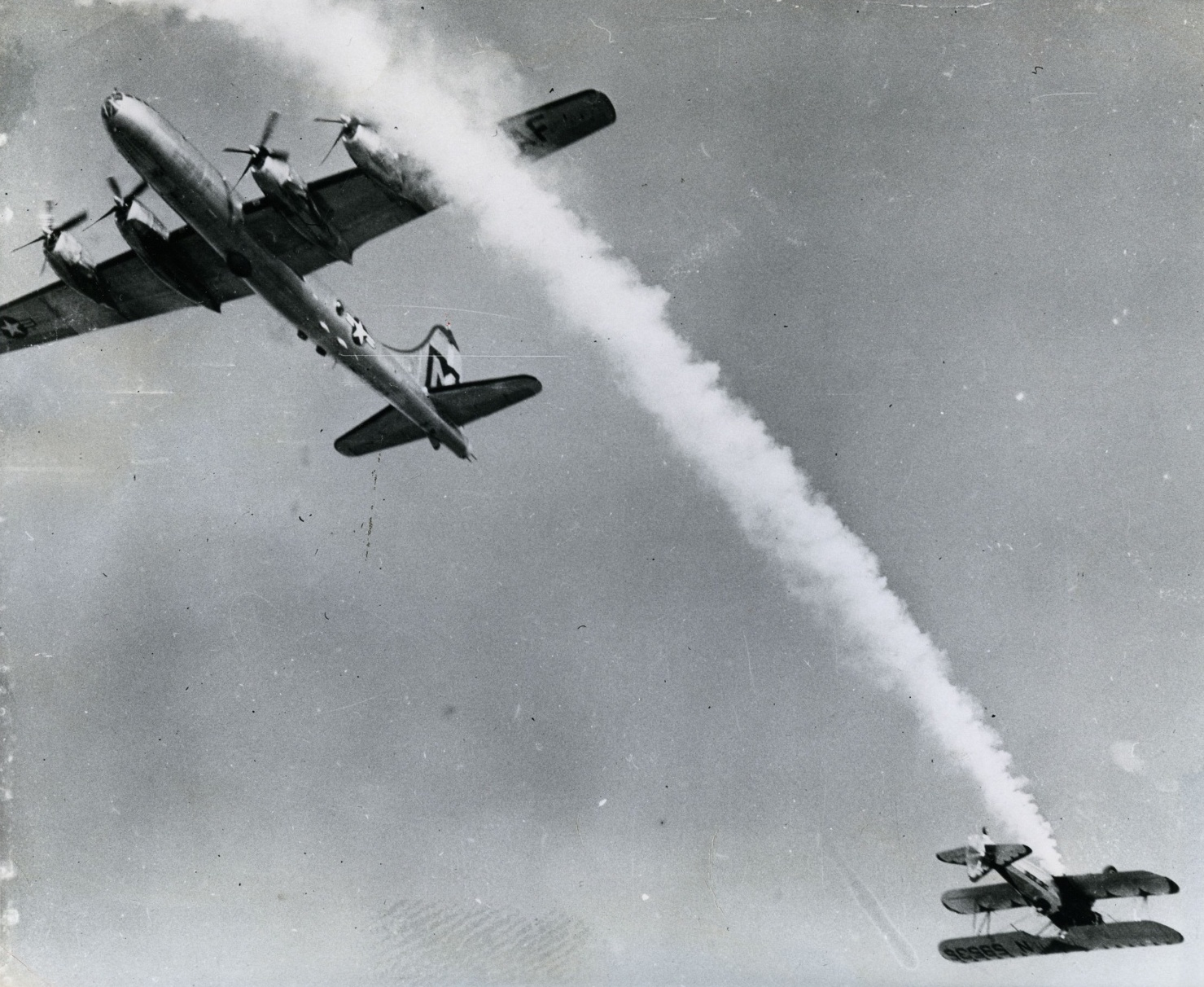
Bill Crouch, Near Collision at Air Show.

- Prix Pulitzer de photographie : Bill Crouch, photographe à l'Oakland Tribune pour la photographie Near Collision at Air Show publiée dans ce journal le 3 octobre 1949, représentant un avion en démonstration acrobatique qui a failli entrer en collision avec un bombardier B-29 lors d'un meeting aérien à l'aéroport d'Oakland[13],[14].

## Naissances
- 8 janvier : George Legrady, artiste et photographe canadien.
- 2 février : Éric Rondepierre, artiste plasticien, photographe et vidéaste français, mort le 2 novembre 2024.
- 18 février : Pentti Sammallahti, photographe finlandais.
- 11 avril : Roger Ballen, photographe sud-africain d'origine américaine.
- 5 mai : Tuija Lindström, photographe finlandaise et suédoise, morte le 26 décembre 2017.
- 10 mai : Fernando Pereira, photojournaliste néerlandais d’origine portugaise, mort noyé dans le port d’Auckland en Nouvelle-Zélande lors de l'Affaire du Rainbow Warrior le 10 juillet 1985.
- 21 mai : Gladys, photographe française, lauréate en 1989 du prix Niépce.
- 27 juin : Denise Grünstein, photographe finlandaise.
- 2 août : John Fielder, photographe américain, mort le 11 août 2023.
- 26 août : Arlene Gottfried, photographe américaine, morte le 8 août 2017.
- 12 septembre : Bernard Faucon, photographe et plasticien français.
- 19 septembre : Bernard Guillot, photographe français, lauréat du prix Nadar en 2003, mort le 29 juin 2021.
- 6 octobre : Emmanuel Ciepka, photographe français.
- 19 octobre : Marie-Paule Nègre, photographe française, lauréate en 1995 du Prix Niépce.
- 23 octobre : Michio Yamauchi, photographe de rue japonais, lauréat en 1997 du Prix Ina-Nobuo.
- 22 novembre : Charles Camberoque, photographe français.
- 17 décembre : Mariusz Hermanowicz, photographe franco-polonais, mort le 3 octobre 2008.
- 29 décembre : Raymond Reuter, photographe luxembourgeois.

- Date précise inconnue ou non renseignée :
  - Shelby Lee Adams, photographe américain.
  - Richard Cerf, photographe, peintre et sculpteur français.
  - Karel Fonteyne, photographe belge.
  - Seiichi Furuya, photographe japonais, lauréat en 2004 du Prix de photographie de Sagamihara.
  - Erica Lennard, photographe américaine.
  - Dino Pedriali, photographe italien.
  - Ming Smith, photographe afro-américaine.

## Décès
- 4 février : Jan Bułhak, photographe polonais, pionnier de la photographie en Pologne, né le 6 octobre 1876.
- 6 février : Ina Liljeqvist, photographe finlandaise, née le 7 septembre 1849.
- 8 février : Anne Brigman, photographe américaine, membre fondatrice du mouvement Photo-Secession, née le 3 décembre 1869.
- 16 avril : Maurice-Louis Branger, photographe et photojournaliste français, né le 25 août 1874.
- 30 avril : Charles Gaspar, photographe belge, né le 31 janvier 1871.
- 26 août : Yaakov Rosner, photographe israélien, né le 1902.
- 21 décembre : Paul Haviland, photographe français, né le 17 juin 1880.

## Célébrations
Centenaire de naissance
- Louis Apol
- Éleuthère Brassart
- Carlo Brogi
- Georges Demenÿ
- William Abner Eddy
- Raphaël Gallas
- Ernst Juhl (de)
- Henri Mairet
- Nakajima Matsuchi
- José Sellier Loup

Centenaire de décès
- Hermann Biow